# Parafernalia
In diritto romano i parafernalia o beni parafernali (dal greco antico parapherna) erano beni di proprietà della moglie, non costituiti in dote, l'amministrazione dei quali poteva essere concessa al marito. In genere si trattava di gioielli e oggetti personali i quali, se consegnati al marito-amministratore all'inizio o durante il matrimonio, andavano restituiti alla moglie in caso di scioglimento del vincolo.
Nel diritto di età giustinianea, a garanzia della restituzione era spesso costituita una ipoteca legale sui beni del marito-amministratore. Quella dei beni parafernali era una "proprietà tutelata", tipica delle donne sposate; il marito poteva gestire i beni, ma non poteva disporne in modo alcuno (venderli, cederli a qualsiasi titolo, ecc.) senza il consenso della moglie; non diventavano mai di sua proprietà. La moglie, quando le era possibile testare, poteva inserirli nel testamento.
In Italia l'istituto dei beni parafernali rimase in vigore anche dopo le codificazioni napoleoniche e fu soppresso con l'abrogazione dell'art. 212 del codice civile, disposta dall'articolo 81 della legge 19 maggio 1975, n. 151 (Riforma del diritto di famiglia).